# Захид Гилани
Шейх Захид Гилани (تاج الدين ابراهيم الكردي السنجاني Тадж аль-Дин Ибрагим ибн Рушан Амир аль-Корди аль-Санджани, 1216—1301) — средневековый талышский поэт и общественный деятель, суфийский дервиш, глава (муршид камаль) ордена Захидийя в Лахиджане.

## Биография
Предки шейха Захида происходили из города Санджан в Хорасане (в современном Туркменистане), откуда они, спасаясь от сельджукского вторжения, в XI веке переселились в Гилян. Сам шейх был родом из современного Талыша: его гробница, чрезвычайно почитаемая, находится в Ленкоранском районе в селе Шыхакеран (Шейхакаон — с талышского языка «край (дома) шейха») (на территории нынешнего Азербайджана), а одна из двух его семей проживала в селении Хильякеран (Гилякеран) недалеко от Астары.
Шейх пользовался влиянием на ильханидских (монгольских) правителей Ирана. Он прославился как учитель основателя династии Сефевидов и суфийского ордена Сефевие шейха Сефи ад-Дина, который был женат на дочери своего наставника Биби Фатиме и после смерти шейха возглавил и реформировал орден. С другой стороны, сын шейха был женат на дочери Сефи ад-Дина.